# 니우통 페레이라 멘지스
니우통 페헤이라 멘디스(Nilton Pereira Mendes, 1976년 1월 7일 ~ 2006년 9월 18일)는 브라질의 전 축구 공격수였다.
1998년 러시아의 FC 젬추지나 소치에서 데뷔했으며, 1999년 카자흐스탄 프리미어리그의 FC 이르티쉬 파블로다르로 이적하였다. 이후 그 해 팀의 리그 우승에 크게 기여했으며, 2000년 리그에서 21골을 득점해 득점왕에 오르는 등 좋은 활약을 펼쳤다. 그 뒤 2002년 FC 제니스 아스타나로 팀을 옮겨 그 해 팀의 카자흐스탄 컵 우승에 크게 공헌했으며, 이러한 활약을 바탕으로 그 해 '카자흐스탄 프리미어리그 최우수 외국인 선수'로 선정되었다. 이후 2004년 FC 샤흐타르 카라간디로 이적했으며, 2005년 다시 FC 제니스 아스타나로 복귀해 그 해 팀의 카자흐스탄 컵 우승에 기여하였다. 그 뒤 2006년 다시 FC 샤흐타르 카라간디로 이적하였다.
2006년 9월 18일 팀 훈련 도중 갑작스러운 심장마비로 의식을 잃었으며, 인근의 한 병원에 도착하였을 때는 이미 사망한 상태였다.
그 해 9월 20일 FC 카이사르와의 리그 경기에서 니우통 페헤이라 멘디스를 기리기 위한 행사가 개최되었으며, 리그 경기 시작 전 1분간 묵념의 시간을 가졌다.